# Pointe de la Garde-Guérin

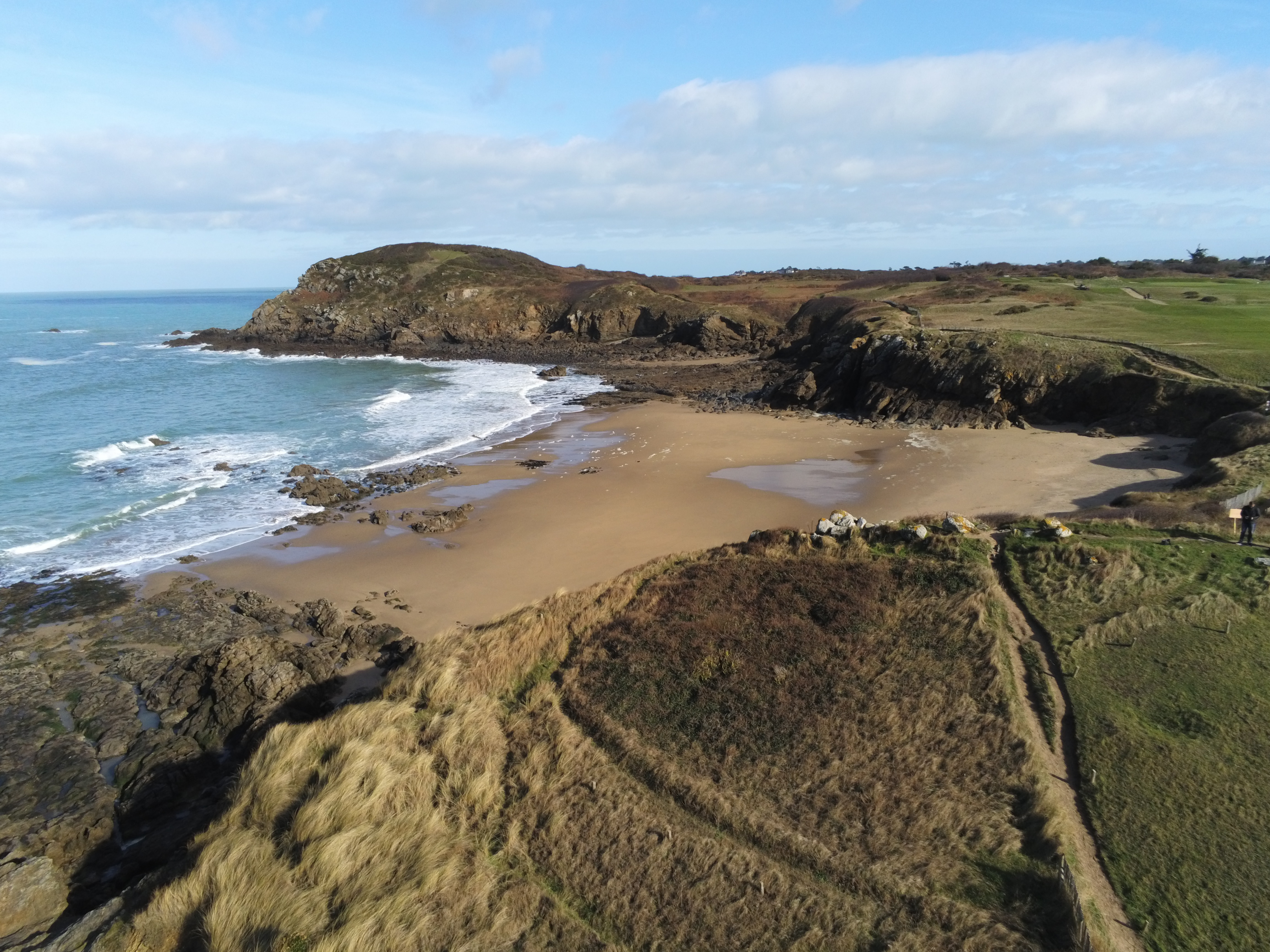
Pointe de la Garde-Guérin

La Garde-Guérin est un promontoire rocheux culminant à 48 mètres au nord de la commune de Saint-Briac-sur-Mer en Ille-et-Vilaine. De son sommet, la vue s'étend du cap Fréhel à Saint-Malo et au-delà. Ses blockhaus abritent deux espèces de chauves-souris inscrites au livre rouge des espèces menacées en France : le grand murin et le grand rhinolophe.
C'est actuellement un espace naturel sensible départemental. Les aménagements réalisés par le Conseil Général dès 1983 (aires de stationnement, sentiers balisés, suppression de points dangereux), permettent aux promeneurs de profiter de ce patrimoine de qualité en toute sécurité.

## Historique
La Garde Guérin, fut tout d'abord, colonisée par les Armoricains, qui élevèrent sur son versant des dolmens, dont on peut encore voir les vestiges aujourd'hui. Sous l'occupation romaine en Armorique, les romains construisirent un temple, tombé en ruine au fil du temps.
Depuis longtemps, le site a été utilisé comme lieu de guet pour observer les navires. Au dix-huitième siècle, il y a un corps de garde, tenu par les troupes locales de St Briac. Il sera repris plus tard par la douane. En 1798, Chappe construit la ligne télégraphique Paris Brest et il va créer une station sur la Garde Guérin, en communication d'un coté avec St Malo et de l'autre avec St Cast. En 1854, le télégraphe optique est abandonné et la station tombe à l'abandon. En 1902, la cabane de douanier est toujours là mais la tour Chappe est en ruine.
Le site a été représenté sur des toiles peintes par Henri Rivière (artiste dessinateur) au XIXe siècle, lors de ses séjours estivaux à Saint-Briac.
Lors de la Seconde Guerre mondiale, les Allemands détruisirent les constructions et  installèrent des batteries, prévues pour la défense de Saint-Malo. En effet, étant situées, à 48 m, au point culminant de la côte d’Émeraude, leurs tirs croisaient ceux de Cézembre (point essentiel dans la défense de Saint-Malo) en cas d'attaque des Alliés. Ces batteries étaient installées dans des blockhaus constitués de différentes galeries et de plusieurs postes de tir. Ces blockhaus existent toujours, mais ils ne sont pas libres d'accès, car ils forment une réserve naturelle du département d'Ille-et-Vilaine. Ils abritent notamment les chauve-souris « grand murin » (Myotis myotis) et « grand rhinolophe » (Rhinolophus ferrumequinum), espèces protégées.

## Géologie
La garde Guérin est un promontoire rocheux qui culmine à 48 mètres. Formé de Migmatite de Saint-Malo. C'est une roche  peu fragile, composé de rubans de granite associés à des rubans de schiste/ gneiss. Pendant de longues années, une carrière de pierre y a été exploitée, source des pierres de pays utilisées dans la construction dans la région. L'exploitation s'est achevé dans les années 70. Aujourd'hui nous pouvons nous balader sur le site.

## Botanique
- ajonc de Le Gall
- ajonc d’Europe
- armérie maritime
- bruyère cendrée
- carotte à gomme
- centaurée
- chardon des dunes
- chèvrefeuille
- criste
- Dactyle
- douce amère
- euphorbe
- fenouil
- fétuque
- flouve
- fougère aigle
- gaillet
- genêt à balais
- géranium
- germandrée
- mauve
- molène
- Ophrys abeille
- prunellier
- queue-de-lièvre
- ronce
- rose pimprenelle
- roseau à massette
- saule
- silène
- sillet
- spergulaire
- sureau
- traînasse
- trèfle

## Faune
- Mammifères
  - grand murin
  - grand rhinolophe

Ces deux espèces de chauves-souris font l'objet de mesure pour leur protection, dont le classement du site comme réserve naturelle départementale depuis 1997.
- - Lapin
  - Renard
- Oiseaux
  - linotte mélodieuse
  - traquet pâtre
  - pouillot véloce
  - hypolaïs polyglotte
  - fauvette pitchou
  - fauvette à tête noire
  - fauvette grisette
- Insectes
  - grillon : C'est un insecte d'environ 2 centimètres, de la famille des Gryllidae, qui revient coloniser le golf, et ses alentours, chaque année au mois de mai. On peut ainsi les entendre chanter pendant les longs week-end de l'Ascension, de la Pentecôte. L'espèce présente à Saint-Briac est le grillon champêtre (Gryllus campestris).
  - sauterelle
  - criquet